# Loughborough Dynamo FC
Loughborough Dynamo FC (celým názvem: Loughborough Dynamo Football Club) je anglický fotbalový klub, který sídlí ve městě Loughborough v nemetropolitním hrabství Leicestershire. Od sezóny 2018/19 hraje v Northern Premier League Division One East (8. nejvyšší soutěž). Klubové barvy jsou zlatá a černá.
Založen byl v roce 1955 studenty místní střední školy. Název Dynamo obdržel podle sovětského fotbalového klubu Dynamo Moskva, který sehrál ve Spojeném království v témže roce přátelský zápas proti ligovému Wolverhamptonu Wanderers. Klubové barvy má pak stejné jako zmiňovaný Wolverhampton Wanderers.
Své domácí zápasy odehrává na stadionu Nanpantan Sports Ground s kapacitou 1 500 diváků.

## Získané trofeje
- Leicestershire Senior Cup ( 2× )
  - 2002/03, 2003/04

## Úspěchy v domácích pohárech
Zdroj: 
- FA Cup
  - 2. předkolo: 2010/11, 2011/12
- FA Trophy
  - 2. předkolo: 2014/15
- FA Vase
  - 2. kolo: 2004/05

## Umístění v jednotlivých sezonách
Stručný přehled
Zdroj: 
- 1989–2002: Leicestershire Senior League (Division One)
- 2002–2004: Leicestershire Senior League (Premier Division)
- 2004–2008: Midland Football Alliance
- 2008–2018: Northern Premier League (Division One South)
- 2018– : Northern Premier League (Division One East)

Jednotlivé ročníky
Zdroj: 
Legenda: Z - zápasy, V - výhry, R - remízy, P - porážky, VG - vstřelené góly, OG - obdržené góly, +/- - rozdíl skóre, B - body, červené podbarvení - sestup, zelené podbarvení - postup, fialové podbarvení - reorganizace, změna skupiny či soutěže
| Sezóny  | Liga                                         | Úroveň | Z  | V  | R  | P  | VG | OG  | +/- | B  | Pozice |
| ------- | -------------------------------------------- | ------ | -- | -- | -- | -- | -- | --- | --- | -- | ------ |
| 2009/10 | Northern Premier League (Division One South) | 8      | 42 | 15 | 8  | 19 | 70 | 80  | -10 | 53 | 14.    |
| 2010/11 | Northern Premier League (Division One South) | 8      | 42 | 13 | 7  | 22 | 72 | 89  | -17 | 46 | 17.    |
| 2011/12 | Northern Premier League (Division One South) | 8      | 42 | 18 | 11 | 13 | 80 | 61  | +19 | 65 | 8.     |
| 2012/13 | Northern Premier League (Division One South) | 8      | 42 | 13 | 10 | 19 | 75 | 75  | 0   | 49 | 16.    |
| 2013/14 | Northern Premier League (Division One South) | 8      | 40 | 13 | 8  | 19 | 62 | 77  | -15 | 47 | 14.    |
| 2014/15 | Northern Premier League (Division One South) | 8      | 42 | 13 | 9  | 20 | 71 | 87  | -16 | 48 | 14.    |
| 2015/16 | Northern Premier League (Division One South) | 8      | 42 | 10 | 5  | 27 | 60 | 108 | -48 | 35 | 20.    |
| 2016/17 | Northern Premier League (Division One South) | 8      | 42 | 10 | 4  | 28 | 45 | 94  | -49 | 34 | 20.    |
| 2017/18 | Northern Premier League (Division One South) | 8      | 42 | 13 | 10 | 19 | 61 | 78  | -17 | 49 | 14.    |
| 2018/19 | Northern Premier League (Division One East)  | 8      | 38 |    |    |    |    |     |     |    |        |